# 博爾薩諾爾斯 (加利福尼亞州)
博爾薩諾爾斯（英語：Bolsa Knolls）是位於美國加利福尼亞州蒙特雷縣的一個非建制地區。該地的面積和人口皆未知。

## 地理
博爾薩諾爾斯的座標為36°44′02″N 121°38′17″W / 36.73389°N 121.63806°W，而該地的平均海拔高度為40米（即131英尺）。